# Microchaetogyne melaena
Microchaetogyne melaena är en tvåvingeart som först beskrevs av Wulp 1891.  Microchaetogyne melaena ingår i släktet Microchaetogyne och familjen parasitflugor. Inga underarter finns listade i Catalogue of Life.